# 岐阜県道75号神岡河合線
岐阜県道75号神岡河合線（ぎふけんどう75ごう かみおかかわいせん）は、岐阜県飛騨市神岡町と同市河合町を結ぶ主要地方道（岐阜県道）である。

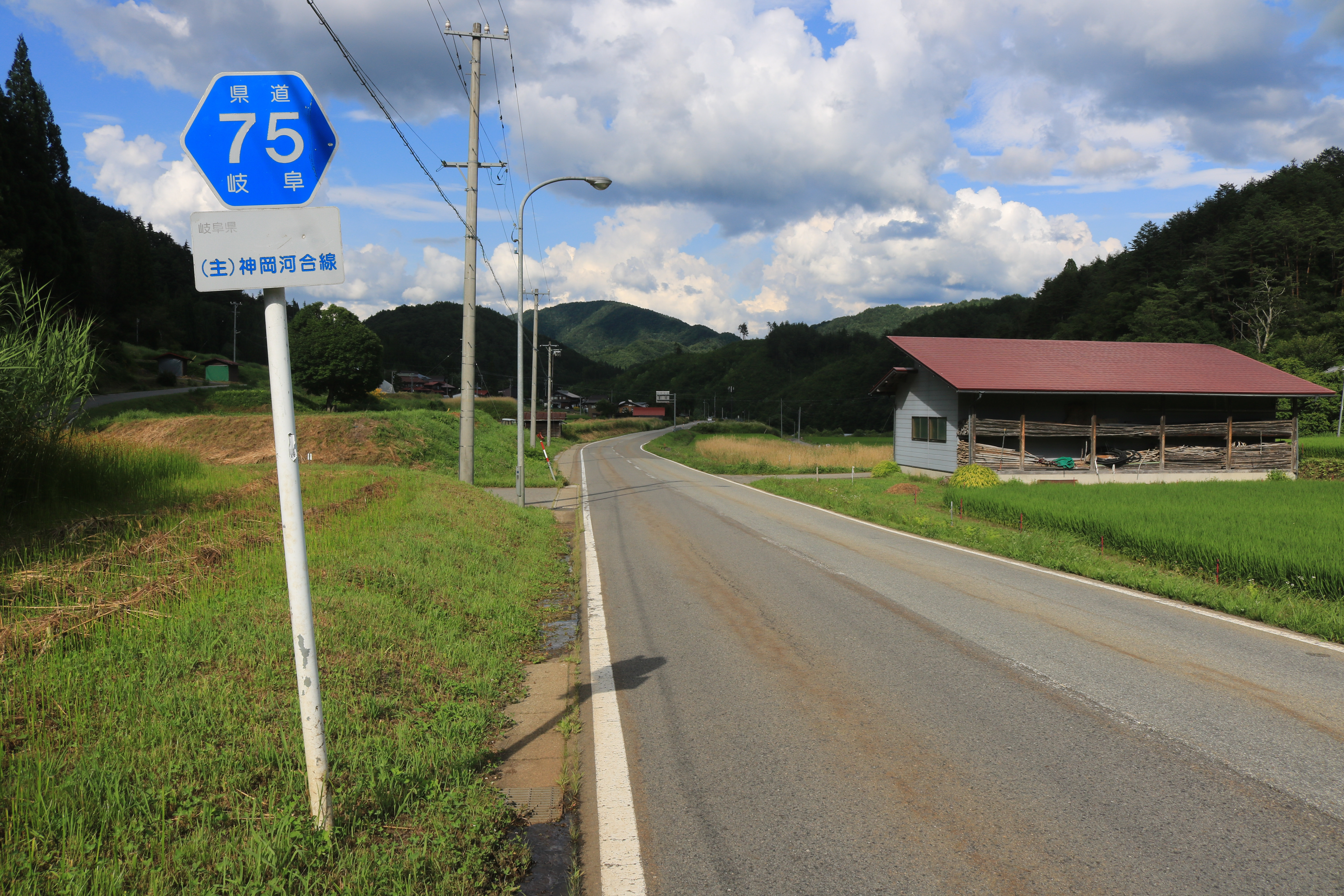
岐阜県道75号神岡河合線、飛騨市神岡町柏原にて

## 概要
この県道は全線飛騨市内を走る。神岡町西と古川町杉崎の諏訪田交差点の間に神原峠、古川町袈裟丸の鷹狩橋交差点と河合町元田の間に保峠（ほうとうげ）の2つの峠があり、諏訪田交差点と鷹狩橋交差点の間の国道41号との重複区間では宮川と高山本線の間の平坦地を走る。
神原峠は全線2車線で整備されている。併走する国道41号（数河峠）よりも交通量も少なく快走路である。
保峠付近は改良されておらず、数 kmにわたって離合困難である。
1991年時点では、岐阜県道472号月ヶ瀬神岡線として指定されていた。

### 路線データ
- 起点：岐阜県飛騨市神岡町西（国道41号交点）
- 終点：岐阜県飛騨市河合町元田（国道360号交点）
- 1994年（平成6年）4月1日認定。

## 重複区間
- 国道41号（飛騨市古川町内 諏訪田交差点・鷹狩橋交差点間）

## 冬期通行止め区間
飛騨市河合町稲越（保峠）

## 通過する自治体
- 岐阜県
  - 飛騨市

## 主な接続道路
- 国道41号（飛騨市神岡町・古川町）
- 岐阜県道473号鼠餅古川線（飛騨市古川町）
- 岐阜県道476号古川国府線（飛騨市古川町）
- 岐阜県道471号谷高山線（飛騨市古川町）
- 岐阜県道479号古川宇津江四十八滝国府線（飛騨市古川町）
- 岐阜県道483号稲越角川停車場線（飛騨市河合町）
- 岐阜県道478号清見河合線（飛騨市河合町）
- 国道360号（飛騨市河合町）

## 周辺
- 高山本線 杉崎駅
- 飛騨古川桃源郷温泉
- 飛騨かわいスキー場
- 下小鳥ダム

## 別名
- 越中東街道（飛騨市）